# 莲宗寺
莲宗寺是一座位于天津市和平区保安街36号的尼僧寺院。始建于1936年，由际然法师设计并筹建。当时因莲宗寺地处天津南市与天津日租界交界处，周边建有妓院，大烟馆等场所，因此便取周敦颐的散文《爱莲说》中名句“出污泥而不染”之意，并结合“莲宗”所表达的净土宗念佛法门的内涵为该寺取名“莲宗”。目前，该建筑为一般保护等级历史风貌建筑。并且，该寺庙还保留有宗教功能并对外开放，现任住持为圣慧法师。

## 历史
莲宗寺的创建者是身为满族正白旗的际然法师。1936年，际然法师在天津开始筹建莲宗寺。1938年，际然法师在两位比丘尼法师昌文和光道的帮助下建成莲宗寺大殿，之后，他们又修建了寺庙的山门、东西两厢和后楼的念佛堂。莲宗寺的全部工程由际然法师亲自设计，自行购买原料，亲自监理工程进度，整个工程于1947年完工。莲宗寺建成之后，际然法师在当时开设了尼僧学习班并请一些比丘僧和社会学者到莲宗寺进行教学，在当时，学员的人数有70人左右，以青年尼僧为主。1947年，结夏安居时，际然法师邀请比丘尼大德沈阳般若寺的逝波法师来天津莲宗寺讲解《四分律比丘尼戒相表记》。
中华人民共和国成立后，莲宗寺作为1949年後天津仅存的一座尼僧寺院被保留下来。但1966年，寺庙在“文化大革命”中被改为民居，莲宗寺中的佛像和经典法器被毁坏和洗劫。虽然如此，际然法师仍在莲宗寺内清斋净修。1980年，天津市人民政府按照莲宗寺原有风格对其进行重新修葺。1988年，莲宗寺开光的时候，际然法师由香港大光法师重新圆顶落发。1996年，际然法师圆寂，其弟子在莲宗寺东跨院的院北建立“际然师纪念堂”以纪念这位创始人，际然法师的舍利也供奉在这座纪念堂的舍利塔中。

## 建筑特点
莲宗寺是一座具有苏州园林风格的两进院式中式建筑群。其中，建筑的三门殿向东西两边各延长半间，三门殿内部设有韦驮、弥勒、伽蓝菩萨和两尊金刚。寺院内部的大雄宝殿坐北朝南。山门上设有一方中国佛教协会会长赵朴初的亲题匾额。宝殿外面设有金泊扑底，黑漆描字的抱柱，抱柱上设有龚望书写的一副隶书楹联，上书：“九品莲台狮吼象鸣登法座，三尊金像龙吟虎啸出天台”。大雄宝殿内部主要供有三尊佛像，中间的佛像为释伽牟尼佛、两边的佛像为阿弥陀佛和药师佛。大殿内部的两侧还设有龛，里面供奉观音和地藏菩萨。这五尊佛祖和菩萨的塑像都为明朝时期的铜质包金。大殿二层设有念佛堂，其东西两壁设有有对联，上书：“一念真纯灵山地，六时讽诵大罗天。”念佛堂内供奉有阿弥陀佛并藏有一部《大正藏》。

## 历任住持
- 释际然（－1996年）
- 释圣慧（1998年－）